# 江藤隆之
江藤 隆之（えとう たかひろ）は、日本の法学者。桃山学院大学法学部教授。専門は刑法。

## 経歴
- 早稲田大学本庄高等学院卒業
- 早稲田大学法学部卒業。
- 明治大学大学院法学研究科博士前期課程修了。
- 明治大学大学院法学研究科博士後期課程単位取得退学。
- 明治大学法学部専任助手
- 宮崎産業経営大学専任講師、桃山学院大学法学部准教授を経て、桃山学院大学法学部教授。

## 研究内容
- 主な研究テーマは未遂犯論と規範論である。言語哲学の観点から刑法を考察している。高橋則夫と川端博に師事した。

## 著書・業績
- 『ポイント法学』（嵯峨野書院・共著）
- 「不能犯における危険の概念（1）～（3・完）」（宮崎産業経営大学法学論集）
- 「ドイツ刑法24条におけるFreiwilligkeitの意義」（宮崎産業経営大学法学論集）
- 「刑罰法規の意味としての行為規範」（桃山法学）

など

## 引用
- 桃山学院大学法学部

| スタブアイコン | サブスタブ | この項目は、まだ閲覧者の調べものの参照としては役立たない、人物に関連した書きかけの項目です。この項目を加筆・訂正などしてくださる協力者を求めています（P:人物伝/PJ:人物伝）。 |